# Liste der Biografien/Cony
Liste der Biografien |
Portal Biografien |
Personensuche
# |
A |
B |
C |
D |
E |
F |
G |
H |
I |
J |
K |
L |
M |
N |
O |
P |
Q |
R |
S |
T |
U |
V |
W |
X |
Y |
Z |
?
 
Ca |
Cb |
Cc |
Ce |
Ch |
Ci |
Cj |
Ck |
Cl |
Cm |
Cn |
Co |
Cr |
Cs |
Ct |
Cu |
Cv |
Cw |
Cy |
Cz
 
Coa–Cod |
Coe–Cok |
Col |
Com |
Con |
Coo–Coq |
Cor |
Cos |
Cot |
Cou |
Cov |
Cow |
Cox |
Coy |
Coz
 
Cona |
Conb |
Conc |
Cond |
Cone |
Conf |
Cong |
Conh |
Coni |
Conj |
Conk |
Conl |
Conn |
Cono |
Conq |
Conr |
Cons |
Cont |
Conu |
Conv |
Conw |
Cony |
Conz
Die Liste der Biografien führt alle Personen auf, die in der deutschsprachigen Wikipedia einen Artikel haben. Dieses ist eine Teilliste mit 13 Einträgen von Personen, deren Namen mit den Buchstaben „Cony“ beginnt.

## Cony
- Cony, Carlos Heitor (1926–2018), brasilianischer Schriftsteller und Journalist
- Cony, Samuel (1811–1870), US-amerikanischer Politiker

### Conyb
- Conybeare, William Daniel (1787–1857), britischer Geologe und Paläontologe

### Conye
- Conyers, Christopher, englischer Adliger
- Conyers, Christopher, englischer Ritter
- Conyers, John, englischer Anwalt und Adliger
- Conyers, John († 1490), englischer Ritter
- Conyers, John (1929–2019), US-amerikanischer Politiker
- Conyers, William, 1. Baron Conyers, englischer Peer

### Conyn
- Conyngham, Barry (* 1944), australischer Komponist und Musikpädagoge
- Conyngham, Elizabeth, Marchioness Conyngham (1769–1861), Mätresse von König Georg IV. von Großbritannien
- Conyngham, Francis, 2. Marquess Conyngham (1797–1876), britischer General und PolitikerFrancis Conyngham, 2. Marquess Conyngham (1797–1876)

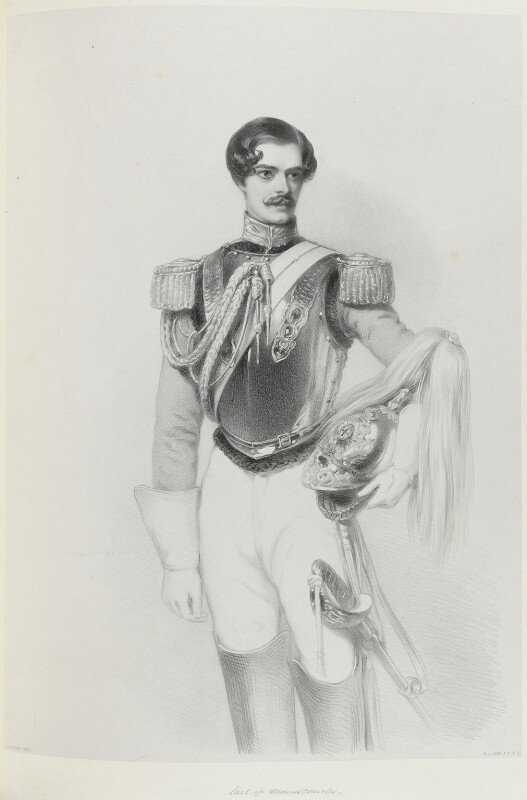
Francis Conyngham, 2. Marquess Conyngham (1797–1876)

- Conyngham, Frederick, 7. Marquess Conyngham (1924–2009), irisch-britischer Adliger, Offizier und Politiker